# 視訊電話

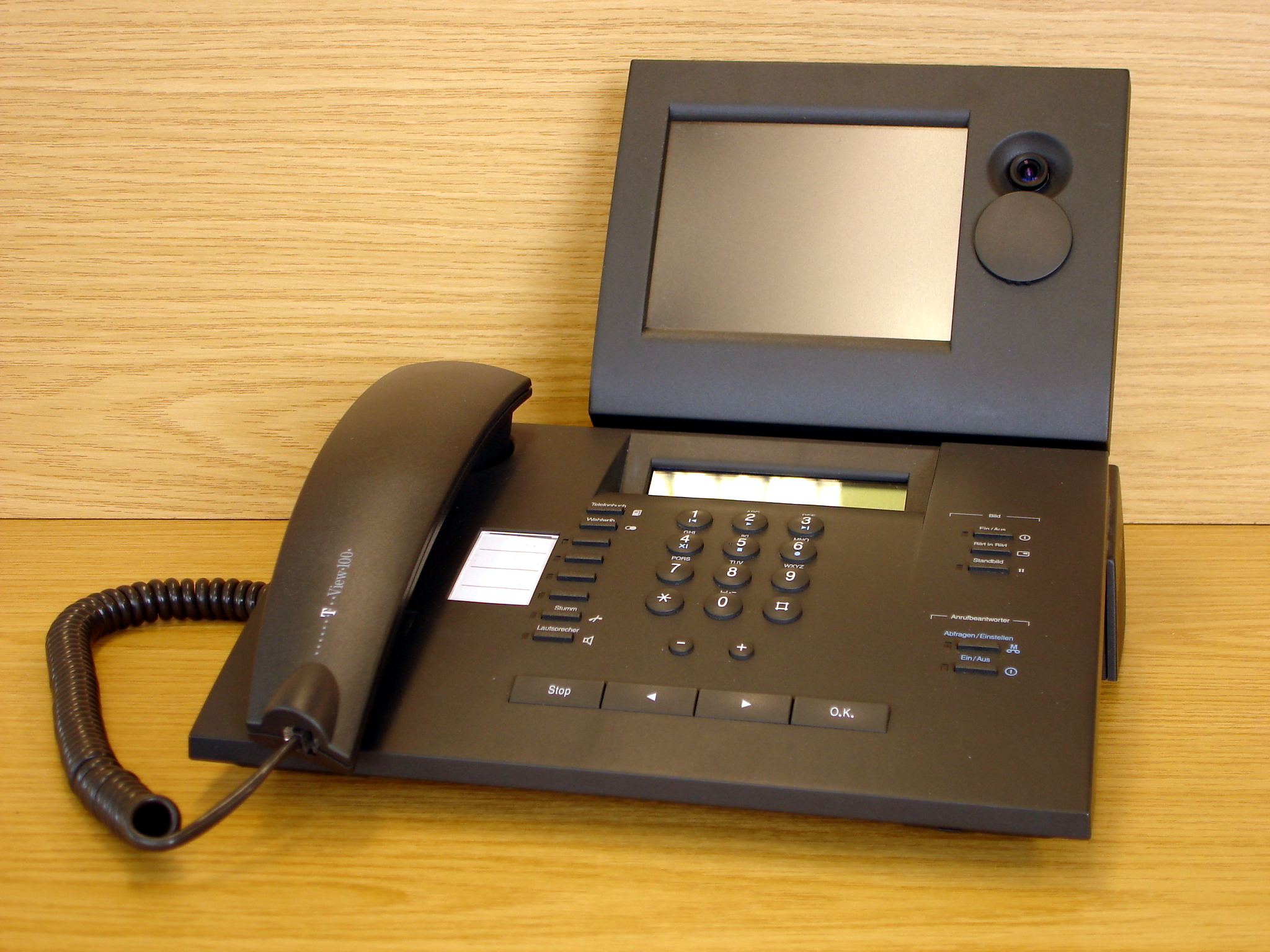
Deutsche Telekom T-View 100 ISDN 視訊電話機

視訊電話（英語：Videotelephony）是使通话中的双方可以看到彼此实时视訊图象的一种电话科技。其包括了接收與傳送音訊與視訊的技術，讓使用者能夠在不同的地方進行實時溝通。早期的視訊電話使用視訊電話機（videophone）進行，視訊電話機是帶有視訊顯示器的電話。而視訊會議（videoconference）則是指在以視訊電話進行團體或組織的會議，而不只是一對一的使用。

## 歷史

### 類比視訊電話

1930年代的視訊電話亭

早在廣播電視發明之前，就已經存在有建立類似簡單視訊電話溝通的技術。這樣的技術通常由兩個閉路電視透過同軸電纜或無線電連接組成。德意志帝國郵政的視訊電話網絡就曾在1936年至1940年之間使用同軸電纜在柏林和德國幾個城市提供視訊電話的服務。
受到約翰·羅傑·貝爾德與貝爾實驗室的影響，視訊會議在1920年代後半開始在英國與美國發展，並作為一種訂閱服務。至少在AT&T，這作為一種電話的附加服務。有不少組織相信視訊電話的技術比單純的聲音溝通來的更優越。第一個嘗試使用一般電話線路來傳輸視訊影像的系統也由AT&T公司開發，他們從1950年代開始研究這樣的系統，但因為缺乏有效率的影像壓縮技術以及低落的影像解析度使得這個系統並沒有成功。
在第一次的載人航空行動中，美國太空總署使用兩個無線電頻率建立雙向的視訊連結，通常這類的通訊使用特高頻或甚高頻。電視台也將這種形態的視訊電話技術常規的用於遠距離的報導中，新聞媒體是最普遍的使用者。新聞媒體通常使用裝有特殊設備的卡車來建立移動的衛星連線，即衛星新聞轉播，之後也發展出了裝於公事包中的衛星視訊電話。但是這種設備非常昂貴，無法使用於視訊醫療、遠距教學和商業會議中。

### 數位視訊電話
數位視訊電話一直到影像壓縮技術發展到一定程度後才具有可能性。因為頻寬的緣故，以未壓縮的視訊進行視訊電話在早期來說是不切實際的。舉例來說，要實現以無壓縮視訊圖形陣列（VGA）品質（解析度480p、256色）進行即時的視訊通信，需要超過92 Mbps的頻寬。能夠實現數位視訊電話與視訊會議最重要的影像壓縮技術是離散餘弦變換（DCT）。DCT是一種破壞性資料壓縮，這個概念在1972年由Nasir Ahmed提出。並在1973年由德州大學的 T. Natarajan與K. R. Rao開發出演算法。第一個能使用於數位視訊會議的影像編碼標準H.261即以DCT演算法為基礎，國際電信聯盟電信標準化部門（ITU-T）於1988年建立了標準化的H.261，隨後又建立了一系列的H.26x標準。

## 所需頻寬
- 16 kbit/s—可视电话质量（使用者可以接受的"说话的头"照片的最低要求）
- 128 – 384 kbit/s—商业导向的视频会议系统质量
- 1 Mbit/s—VHS质量
- 1.25 Mbit/s – VCD质量（使用MPEG1压缩）
- 5 Mbit/s—DVD质量（使用MPEG2压缩）
- 8 – 15 Mbit/s—高清晰度电视（HDTV）质量（使用H.264压缩）
- 29.4 Mbit/s（最高）– HD DVD质量
- 40 Mbit/s（最高）– 蓝光光碟（Blu-ray Disc）质量（使用MPEG2、H.264或VC-1压缩）
- 440或880 Mbit/s – Sony HDCAM SR质量（SQ/HQ）